# هنري مارتن
هنري مارتن (بالإنجليزية: Henry Martyn)‏ (مواليد 18 فبراير 1781 - الوفاة 16 أكتوبر 1812)، كان كاهن ومبشر أنجليكية لشعوب الهند وفارس.

## السيرة الذاتية
ولد في ترورو، كورنوال، تلقى تعليمه في مدرسة ترورو النحو وكلية سانت جونز. فرصة لقاءه مع تشارلز شمعون قادته ليصبح مبشرا. وقد رسم كاهنا في كنيسة إنجلترا وأصبح قسيسا لشركة الهند الشرقية البريطانية. وصل مارتن إلى الهند في أبريل 1806 م حيث مارس التبشير وانخرط في دراسة اللغويات. ترجم العهد الجديد كله إلى اللغة الأردية، واللغة الفارسية وJudaeo-الفرسك. ترجم أيضا المزامير إلى الفارسية وكتاب الصلاة المشتركة إلى الأردية. ومن الهند، اتجه لبوشهر، وشيراز، أصفهان، وتبريز.
وقد أصيب مارتن بالحمى، وعلى الرغم من أن الطاعون كان مستعرا في توكات، واضطر إلى التوقف هناك، لأنه كان غير قادر على الاستمرار. في 16 أكتوبر 1812 وافته المنية. وقد ذكرت له شجاعته، ونكرانه للذات والتفاني لدينه. في أجزاء من مجمع الكنائس الانغليكاني احتفل به مهرجان كنيسة إنجلترا الصغرى في 19 أكتوبر.

## النشأة
ولد مارتن في ترورو، كورنوال. والده، جون مارتن، كان «الكابتن» أو وكيل في جويناب، تلقى تعليمه وهو صبي في ترورو في مدرسة النحو تحت إمرة الدكتور كاردو ودخل كلية سانت جونز، في خريف عام 1797، وكان يعد من كبار رانجلر وقد حاز جائزة سميث في 1801. وفي عام 1802، تم اختياره كزميل من كليته.
قد كان ينوي الذهاب إلى شريط، ولكن في أكتوبر 1802 ولكنه قد صادف أنه استمع إلى تشارلز شمعون متحدثا عن عمله الصالح في الهند من قبل البعثة التبشيرية، لوليام كاري، وخلال بعض الوقت بعد ذلك قرأ حياة ديفيد برينرد، المبشر إلى الهنود. وفي النهاية وفقا لذلك، فقد قرر أن يصبح مبشرا بنفسه. يوم 22 أكتوبر عام 1803، ارتسم شماسا في إلى، وبعد ذلك تدرج إلى كاهن، وشغل منصب الخوري سمعان في كنيسة الثالوث المقدس، مع كونه قد تقلد المسؤولية عن الرعية المجاورة لولورث.

## العمل التبشيري
مارتن يريد أن يقدم خدماته إلى جمعية التبشير الكنسى، عندما حدثت كارثة مالية في كورنوال قد حرمته وشقيقته غير المتزوجة من الدخل الذي كان والدهم قد تركه لهم. وكان من الضروري لمارتن أن يتكسب دخلا من شأنه أن يدعم أخته فضلا عن نفسه. وقال انه وفقا لذلك قد حصل وظيفة قسيس تحت شركة الهند الشرقية البريطانية وغادر إلى راج البريطانية في الهند في 5 يوليو 1805. عن رحلته إلى الشرق، تصادف أن مارتن كان حاضرا في الفتح البريطانية من مستعمرة الرأس يوم 8 يناير 1806. وقضى ذلك اليوم بجوار الجنود المحتضرين وقد شعر بالأسى من خلال رؤية ويلات الحرب. وقال أنه قد راوده بعيدا شعور أن مصير بريطانيا كان لتحويل، وليس استعمار العالم. وكتب في مذكراته:
| هنري مارتن | صليت أن ... إنجلترا في حين أنها أرسلت الرعد من ذراعيها إلى مناطق بعيدة من العالم، قد لا تبقى فخورة والفجار في المنزل. ولكن قد تظهر نفسها كبيرة في الواقع، عن طريق إرسال وزراء الكنيسة لها ذهابا لنشر إنجيل السلام. | هنري مارتن |

### الهند
وصل مارتن في الهند في أبريل 1806 م وبعد بضعة أشهر كان يتمركز في آلدين، بالقرب من سيرامبور. في أكتوبر 1806، وانتقل إلى دينابور، حيث استطاع فيما بعد إجراء العبادة بين السكان المحليين بلغتهم العامية وأنشأ المدارس. في أبريل عام 1809، تم نقله إلى كانبور، حيث قام بتبشير الهنود وبريطانيين في مقره على الرغم من انقطاعات وتهديدات من غير المسيحيين المحليين.
شغل نفسه في دراسة لغوية، وكان بالفعل، خلال إقامته في دينابور، انخرط في مراجعة ورقته حول نسخة من العهد الجديد باللغة الهندستانية أنه ترجم الآن كل العهد الجديد باللغة الأردية أيضا، وإلى اللغة الفارسية مرتين. أنه ترجم المزامير إلى الفارسية، الأناجيل في جوديو، الفرسك، وكتاب الصلاة المشتركة إلى اللغة الأوردية، على الرغم من اعتلال الصحة و«فخر، والتحذلق غضب مونشي كبير السبط له.» بأمر من الأطباء كان عليه ترتيب رحلة بحرية، وقد حصل على إجازة للذهاب إلى بلاد فارس وتصحيح العهد الجديد الفارسي. من هناك، وقال أنه يريد أن يذهب إلى الجزيرة العربية، ويؤلف لهم نسخة العربية. في 1 تشرين الأول عام 1810، بعد أن شهد أن عمله في كانبور أحرز مكافأة في اليوم السابق قبل افتتاح الكنيسة، غادر إلى كلكتا، ومن هناك أبحر في 7 يناير 1811 إلى بومباي. وأبحرت سفينته إلى الميناء في عيد ميلاده الثلاثين.

## الرحلة النهائية والوفاة
من بومباي فقد ارتحل إلى بوشهر، يحمل رسائل من السير جون مالكولم للرجال ذى السلطة هناك، وكذلك في شيراز ومدينة أصفهان. بعد رحلة مرهقة من الساحل وصل شيراز، حيث اشترك في مناقشات مع المتنازعين من جميع الطبقات، «الصوفية، والمسلمين، واليهود، حتى الأرمن، وكان الجميع حريصون على اختبار صلاحياتهم للتحاور مع أول قس إنجليزي يزورهم.» وبعد ذلك سافر إلى تبريز في محاولة للتقدم للشاه مع ترجمته للعهد الجديد، التي أثبتت نجاحها. ولكن السير جور أوسلي، السفير البريطاني لدى الشاه، كان غير قادر على إحداث اللقاء، ولكنه قام بتسليم المخطوطة. على الرغم من أن مارتن لم يستطع تقديم الكتاب المقدس شخصيا، الشاه فيما بعد كتب له رسالة:
| هنري مارتن | في الحقيقة (قدم الخطاب الملكي الشكر للسفير) من خلال الجهود المستفادة وغير المخولة من القس هنري مارتن فقد تم ترجمته بالأسلوب اللائق بمعظم الكتب المقدسة ، وهذا ثبت أنه كان في الالقاء سهلا وبسيطا ... وهكذا اكتمل العهدد الجديد بطريقة أكثر من ممتازة ,وصار مصدرا للمتعة لدينا ولذى العقول المستنيرة . | هنري مارتن |

في هذا الوقت، تم إصابته بالحمى، وبعد انتعاش مؤقت، اضطر إلى السعي لتغيير المناخ. فجهز لرحلة انطلقت إلى القسطنطينية، حيث كان ينوي العودة إلى إنكلترا في إجازة لاستعادة قوته وتجنيد البعثات للمساعدة في الهند. في 12 أيلول 1812، بدأ مع اثنين من الخدم الأرمينيين حيث عبروا نهر أراس. وقطعوا الطريق من مكان إلى آخر بتوجيه دليلهم من التتار، وركبوا من تبريز إلى يريفان، ومن يريفان إلى كارس، ومن كارس إلى أرضروم. وخرجوا من أرضروم وعلى الرغم من أن الطاعون كان مستعرا في توكات، واضطر إلى التوقف هناك، حيث كان غير قادرا على الاستمرار. فكتب فصلا نهائيا في صحيفة يوم 6 أكتوبر. نقرأ في جزء منه:
| هنري مارتن | أوه! عندما يأذن الزمن بالوصول إلى الخلود والنهاية متي يبدو أن سماء جديدة وأرض جديدة يسكن فيها الأبرار؟, يجب أن نؤمن أنه ليس من الحكمة الدخول في أي شيء ينجس: لا شيء من ذلك الشر الذى جعل الرجال أسوأ من الحيوانات البرية, أيا من تلك المفاسد التي لا تزال تجلب المزيد من المآسي والموت، يجب أن لا ينظر إليها أو يسمع إليها أكثر من ذلك . | هنري مارتن |

في 16 أكتوبر 1812 توفي وأجريت له طقوس الدفن المسيحي من قبل رجال الدين الأرمن.
وقد سمع انه يقول: «اسمحوا لي أن أحرق في سبيل الله». مؤشرا على حماسته للأشياء التي هي إلهية.

## التراث
تفانيه في مهامه أدى إلى الكثير من الإعجاب به بريطانيا العظمى وكان بطل عددا من المطبوعات الأدبية. لورد ماكولي شهد نقش الضريح التذكاري، والتي أنجزت في وقت مبكر من عام 1813، إلى الانطباع الذي أحرزته مسيرته:
| هنري مارتن | نقش الضريح التذكاري على قبر هنري مارتن هنا يرقد مارتن. في الرجولة التى أينعت في وقت مبكر المسيحي البطل يجد قبرا وثنيا . الدين ينوح على إبنه المفضل . يشير إلى البطولات المجيدة التي فاز بها. الجوائز الأبدية! ليست مع المذبحة الحمراء. ولا ملطخة بالدموع من قبل الأسرى المقيدين التعساء, لكن الجوائز للصليب! ذلك الاسم العزيز, من خلال كل شكل من أشكال الخطر والموت والعار, فصاعدا حيث قد سافر إلى الشاطئ الأكثر سعادة, حيث لا للخطر والموت، والاعتداء ولا للعار . | هنري مارتن |